# Limnonectes shompenorum
Limnonectes shompenorum là một loài ếch trong họ Ranidae.
Nó được tìm thấy ở Ấn Độ, Indonesia, Malaysia, và Singapore.
Môi trường sống tự nhiên của nó là các khu rừng đất thấp ẩm nhiệt đới hoặc cận nhiệt đới và sông.
Nó không được xem là bị đe dọa theo IUCN.